# Carlo e Diana - Una storia d'amore
Carlo e Diana - Una storia d'amore (Charles and Diana: A Royal Love Story) è un film per la televisione del 1982 diretto da James Goldstone e con protagonisti David Robb e Caroline Bliss nel ruolo del Principe e della Principessa di Galles.
Tra gli altri interpreti figurano Christopher Lee, Margaret Tyzack e la Sig.ra Pearce di My Fair Lady, Mona Washbourne, in una delle sue ultime apparizioni televisive.
Prodotto prima che i dissidi tra Carlo e Diana fossero resi pubblici dalla stampa, mettendo per sempre fine a quello che era stato un "matrimonio da favola", il film racconta in maniera romantica e idilliaca la loro storia d'amore.

## Trama
Durante una battuta di caccia ad Althorp, il Principe Carlo, primogenito di Elisabetta II ed erede al trono d'Inghilterra, conosce la giovane Lady Diana Spencer, sorella minore della sua attuale spasimante, Lady Sarah, e ne rimane affascinato. Così, quando Sarah rivela involontariamente alla stampa i particolari sulla sua relazione con Carlo, causando la definitiva rottura del rapporto, l'attenzione del Principe, e dell'intera corte, si concentra sulla diciottenne maestra d'asilo.
Carlo infatti ha ormai raggiunto i 30 anni, è ora che si sposi e generi un erede che possa garantire la sopravvivenza della monarchia. Aristocratica, nubile e bella, oltre che timida e riservata, Diana sembra il prototipo di sposa perfetta. La giovane, incoraggiata dalla nonna, Lady Fermoy, e dalla Regina madre, che da tempo spera in un'unione tra le due famiglie, inizia a frequentare il Principe, accompagnandolo a pesca e al polo, giocando a croquet e passeggiando nelle tenute reali. I due scoprono di avere sempre più in comune, e quella nata come una semplice amicizia presto diventa un sentimento sincero e profondo. Ma alla notizia della nuova relazione, la stampa e i paparazzi iniziano a tormentare la giovane Diana: la aspettano sotto casa, all'asilo dove lavora, scattano foto su foto e fanno domande indiscrete. La pressione cresce giorno dopo giorno, e ormai tutta l'Inghilterra, così come il mondo intero, segue la vicenda aspettando il fatidico annuncio.
E finalmente, il 24 febbraio 1981 Buckingham Palace annuncia il fidanzamento del Principe con Lady Diana. Qualche mese dopo, il 29 luglio, i due si uniscono in matrimonio nella Cattedrale di St. Paul a Londra, in una cerimonia che sembra uscita dai libri di fiabe.

## Produzione
All'inizio degli anni ’80 il clima che si respirava in Inghilterra era tutt'altro che roseo: il paese era sotto il rigido controllo del nuovo primo ministro conservatore Margaret Thatcher, la disoccupazione era aumentata e l'ombra degli attacchi terroristici dell'IRA, dopo l'uccisione nel 1979 di Lord Mountbatten, si faceva sempre più opprimente.  La popolarità della Famiglia Reale non era così bassa da molto tempo, e solo un grande avvenimento pubblico avrebbe potuto riportare loro la fiducia del popolo in piena crisi. Le nozze del primogenito ed erede al trono Carlo erano l'occasione perfetta: da decenni i matrimoni reali riuscivano a suscitare in ogni inglese il proprio senso di appartenenza e la devozione verso l'istituzione monarchica. Ma Carlo non era ancora pronto: la cugina Amanda Knatchbull, nipote di Lord Mountbatten, quando sembrava essere la favorita andò ad aggiungersi alla lunga schiera di spasimanti scaricate del Principe, tra le quali figuravano anche la Principessa Astrid di Lussemburgo e l'attrice Susan George. L'attesa andava avanti da anni, ed ormai Carlo aveva ampiamente raggiunto l'età per prendere moglie e generare un erede. Le pressioni della famiglia, in particolare del padre Filippo, misero il Principe in uno snervante stato ansioso. La nuova candidata, sebbene già nota a Carlo, entrò in scena nell'estate del 1980, durante un fine settimana in campagna. Lady Diana Spencer, appena diciottenne, fece subito un'ottima impressione sulla Famiglia Reale, perché rientrava appieno nel parco di caratteristiche che si esigevano da una futura Regina: una nobile discendenza, una figura aggraziata, una vita tranquilla e senza scandali e ovviamente l'assoluta verginità. Inoltre manifestava un sincero quanto palese trasporto per il Principe di Galles, che dopo averla frequentata per qualche mese decise di aver finalmente terminato la sua ricerca. L'annuncio del fidanzamento nel febbraio 1981 diede al mondo l'immagine di una coppia radiosa e felicemente innamorata, prossima al matrimonio.
Le fastose e fiabesche nozze vennero celebrate 5 mesi più tardi, riuscendo nell'ardua impresa di unire il popolo britannico in un'unica folla in giubilo, facendo loro dimenticare per un giorno scontri e disillusione. Accalcati per le strade, tutti volevano vedere anche per un solo momento la coppia reale, e soprattutto la nuova, giovane Principessa di Galles, che era già diventata, con il suo sguardo timido e la sua spontaneità, la beniamina di stampa e pubblico. L'evento, ribattezzato il “matrimonio del secolo, venne seguito in mondovisione da oltre 700 milioni di persone, ed è ancora oggi ricordato come il matrimonio reale ad avere scatenato di più l'immaginazione e la fantasia popolare, complice anche il grande charme della sposa.
L'evento ebbe una portata talmente ampia, in particolar modo negli Stati Uniti, che subito iniziarono le trattative per trasporre sullo schermo la romantica storia d'amore che aveva incantato milioni di persone, e due dei più importanti network televisivi, la ABC e la CBS, entrarono subito in competizione: Carlo e Diana – Una storia d'amore venne sviluppato dalla rete ABC, mentre la CBS iniziò i progetti per Il romanzo di Carlo e Diana, interpretato dalla figlia dell'ex principessa di Jugoslavia Catherine Oxenberg al suo debutto nel ruolo di Lady Diana.

## Location
Il film, girato interamente in Inghilterra e in Galles, è uno dei pochi ad aver utilizzato come sfondo alle vicende i luoghi originali dove avvennero i fatti. Tra le location londinesi autentiche ci fu l'esterno dell'appartamento che Diana divideva con tre amiche prima delle nozze, situato al secondo piano di una palazzina a Coleherne Court, tra Chelsea e South Kensington, e l'asilo Young England, nel quartiere di Pimlico, dove la ragazza lavorava come assistente e dove accettò di farsi fotografare per allontanare i giornalisti che l'avevano assediata spaventando i bambini. Le gradinate di Buckingham Palace, dove avvenne l'annuncio ufficiale del fidanzamento, sono invece quelle della maestosa Longleat House, nel Wiltshire, già set di classici come Barry Lyndon e Duca si nasce!.

## Distribuzione
Trasmesso negli  Stati Uniti il 17 settembre 1982 dalla rete ABC, Carlo e Diana – Una storia d'amore anticipò di una settimana il film concorrente trasmesso dalla CBS, non riuscendo tuttavia a eguagliarne il successo.
In Italia il film è stato trasmesso per la prima volta nel pomeriggio del 18 settembre 1983 su Canale 5, ad un anno esatto dalla trasmissione originale americana. È stato in seguito replicato in prima serata il 5 maggio 1985 su Rete 4, in occasione della conclusione del viaggio in Italia di Carlo e Diana, e nel pomeriggio del 28 luglio 1989 e del 28 giugno 1990 su Telemontecarlo.